# Санкт-Петербургский международный коммерческий банк

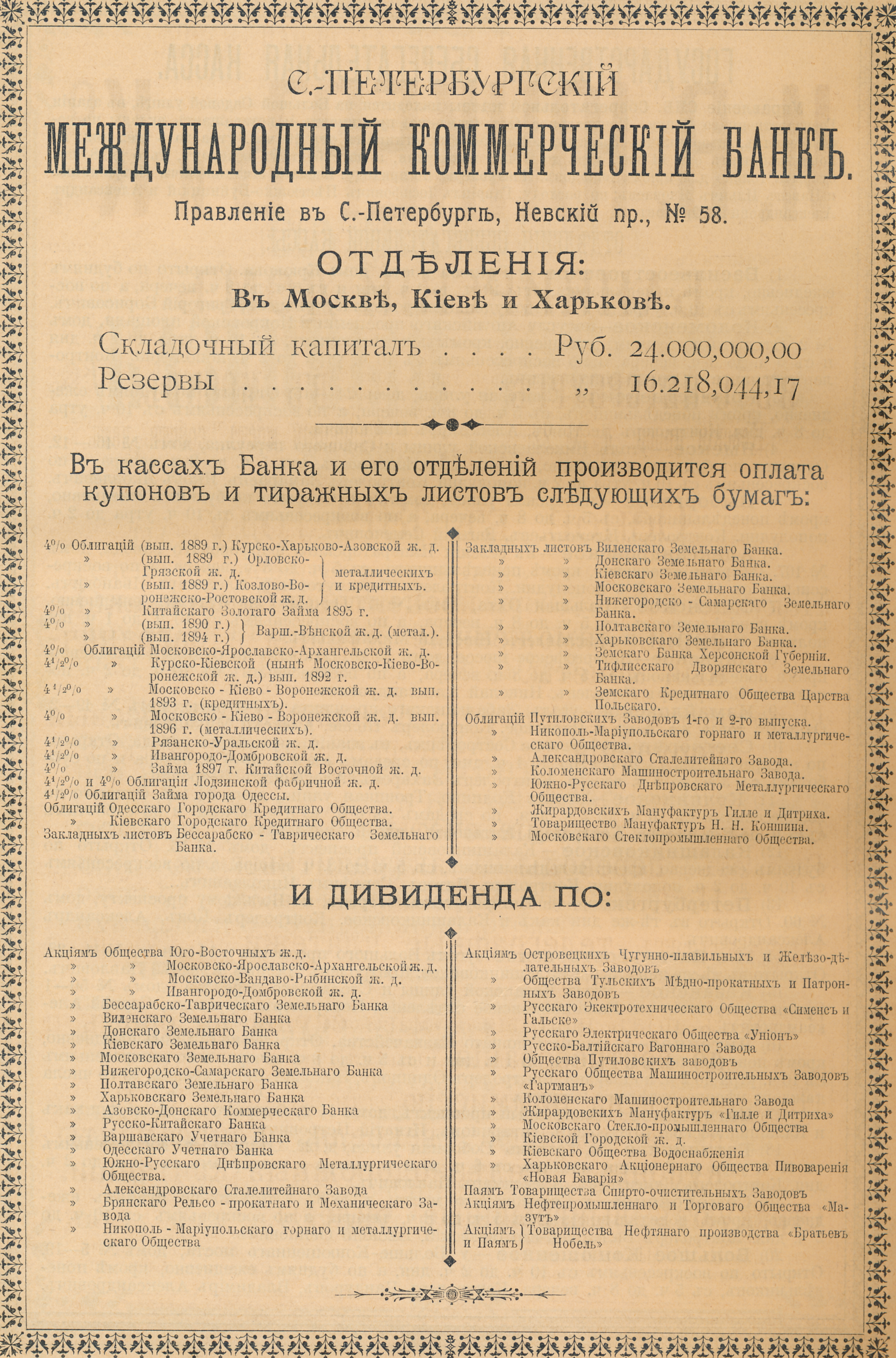
Реклама банка, справочник
«Весь Петербург», 1899 год.

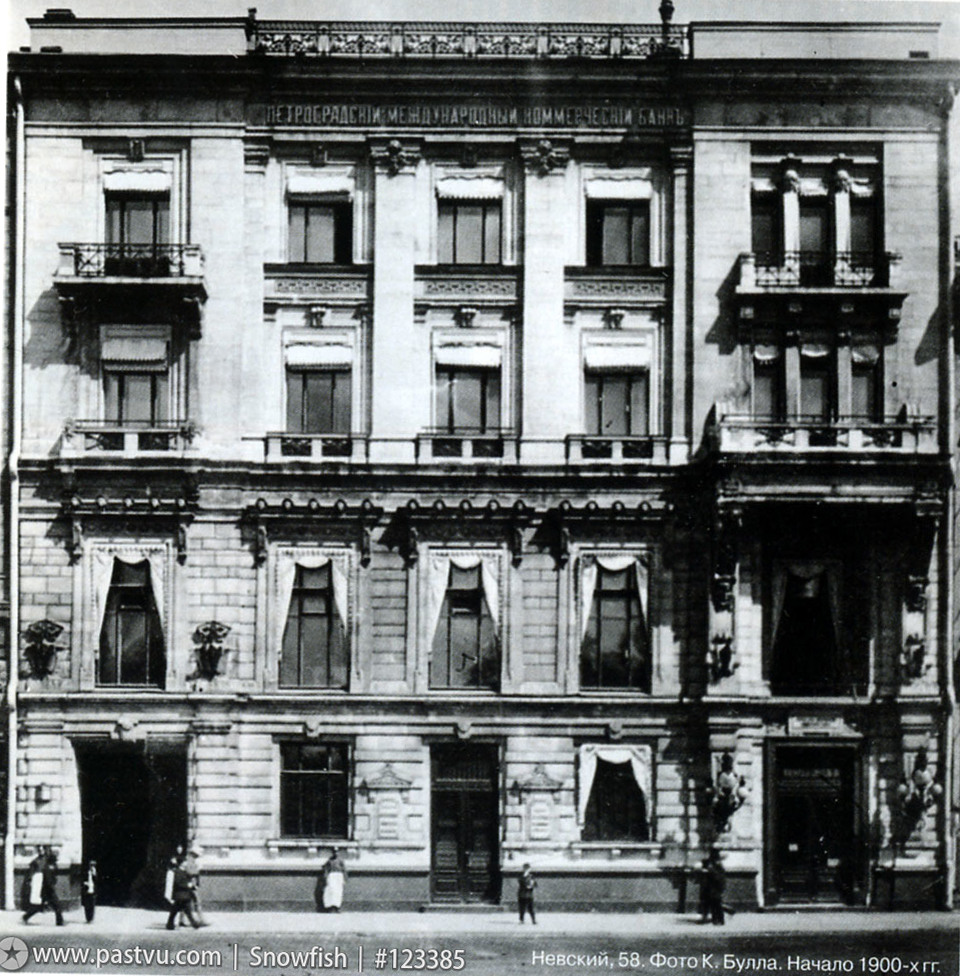
Здание банка, 1915 год.

Санкт-Петербу́ргский междунаро́дный комме́рческий банк — акционерный коммерческий банк, один из крупнейших в дореволюционной России: в 1913 году по величине основного капитала банк занимал третье, а по объёму баланса — второе место в империи. Банк был основан в 1869 году в Санкт-Петербурге. Со временем открылись отделения в других городах (Москва, Киев, Варшава, Баку, Кишинёв, Одесса и др.). Банк был связан с крупнейшими банкирскими домами в Париже, Берлине и Нью-Йорке; особенный интерес для банка представляли инвестиции в тяжёлую промышленность, железнодорожный бизнес и в зарубежные предприятия.
Устав банка был утвержден Александром II 28 мая (9 июня) 1869 года.
Основной капитал банка первоначально определялся в 5 миллионов рублей и распределялся на 20 тысяч акций по 250 рублей каждая (§ 3).
| В § 1 устава были указаны следующие учредители банка (порядок следования и орфография сохранены). - Скараманга, Пётр — представитель торгового дома Скараманга и К° в Петербурге - Родоконаки, Федор — представитель торгового дома Ф. П. Родоконаки и К° в Петербурге - Бранд, Эмануил — представитель торгового дома Э. Г. Бранд и К° в Петербурге и Архангельске - Розенталь, Леон — представитель торгового дома Леон Розенталь в Петербурге - Маврокордато, Федор — представитель торгового дома Ф. Маврокордато и К° в Одессе - Скараманга, Иван Петрович — представитель торгового дома Скараманга и К° в Таганроге - Лаский, Владислав — представитель торгового дома С. А. Френкель в Варшаве - Госслер, Иоган Генрих — представитель торгового дома Иоанн Беренберг Госслер и К° в Гамбурге - Шредер, Иоанн Герман — представитель торгового дома Б. Г. Шредер и К° в Амстердаме - Бетман, барон Мориц — представитель торгового дома братья Бетман во Франкфурте - Эрлангер, барон Эмилий — представитель торговых домов: Эрлангер и сыновья во Франкфурте и Эмилий Эрлангер и К° в Париже - Утгоф, Генрих Роман — представитель торгового дома Фессер, Утгоф и К° в Лондоне - Флерсгейм, Людвиг — представитель торгового дома Бер и К° в Лондоне |

Наиболее сильное влияние на деятельность банка оказывали германские банки (особенно Diskonte Geselschaft). Банк тесно сотрудничал с домом Сименса, а также с Берлинским вексельным банком и с Deutsche Bank. Ведущие места в банке того времени занимали выходцы из Германии и Австрии; вся банковская переписка также осуществлялась на немецком языке. В 1889 г. первого директора банка Владислава Ляского (Лаского) сменил Адольф Юльевич Ротштейн, прусский подданный, пользовавшийся поддержкой Сергея Витте. На этот период приходится расцвет финансовой деятельности банка. Благодаря зарубежным связям Ротштейна, банк начал проводить широкую инвестиционную политику в России и за границей, привлекая иностранный капитал. Были установлены связи с французскими банками — Парижско-Нидерландским и банкирским домом Ротшильдов.
В 1896 году банк стал крупнейшим акционером учрежденного Русско-Китайского банка (7 355 акций на сумму 919 375 руб. — 15,32 % акционерного капитала).
В 1898 г. совместно с банкирским домом Ротшильдов Международный банк учредил торговое общество «Мазут» для добычи нефти в Баку; также банком были учреждены два российских электропромышленных предприятия — общество «Сименс-Гальске» (вместе с Deutsche Bank) и общество «Унион» (вместе с Dresdner Bank). Банк сотрудничал с министерством финансов в размещении российских займов за границей. После смерти Ротштейна в 1904 г. директором банка стал Александр Вышнеградский.
Особый финансовый интерес для банка представляли российские железнодорожные компании (Главное общество российских железных дорог, Владикавказская, Юго-Западная железные дороги и др.). Банк выпускал их ценные бумаги, приобретал крупные пакеты их акций. Помимо железных дорог банк работал в сфере транспортного машиностроения и судостроения. В 1912 году в острой конкурентной борьбе добился контроля над «Анонимным обществом судостроительных, механических и литейных заводов в городе Николаеве», в результате чего общество было преобразовано из французского в русское с основным капиталом 7 млн руб. Банк также активно инвестировал в предприятия угольной, золотодобывающей, металлургической, машиностроительной, сахарной, текстильной, табачной промышленности. Перед войной банк участвовал в финансировании предприятий военно-промышленной группы.
К 1914 г. по объёму операций Санкт-Петербургский международный коммерческий банк занимал 2-е место среди акционерных банков России (в 1917 г. — 3-е); в сфере влияния банка было свыше 50 железных дорог, промышленных и страховых обществ. Представители банка в 1917 г. занимали 94 места в правлениях различных акционерных обществ. Банк распространял влияние на акционерные общества с капиталом свыше 600 млн руб., в их числе: «Коломна», «Сормово», «Руссуд», Никополь-Мариупольское об-во и др.. К 1917 году банк имел 50 отделений в России и 3 — за рубежом, по размеру акционерного капитала (60 млн руб.) делил 1-е место в России с Азовско-Донским и Русским для внешней торговли банками. Банк сотрудничал с группой российских банков, в которую входили Русский для внешней торговли банк, Санкт-Петербургский учётный и ссудный, Волжско-Камский, Московский купеческий банки.
Петроградский международный коммерческий банк вместе с другими частными банками был ликвидирован (национализирован) присоединением к Государственному банку Российской Республики декретом ВЦИК от 14 (27) декабря 1917 года. Декретом Совнаркома от 23 января (5 февраля) 1918 года акционерный капитал банка, наряду с акционерными капиталами других частных банков, был конфискован в пользу Государственного банка Российской Республики.
Главное здание банка в Петербурге сначала располагалось на Английской набережной, 6; в 1898 г. банк переехал в новое здание на Невском проспекте, 58. В 1912 г. было построено дополнительное здание, выходящее на Екатерининскую улицу.

## Здание
Местом под строительство собственного здания банка стал узкий участок на Невском проспекте под дом 58. Строительство началось в 1897 году под руководством архитектора С. А. Бржозовского и инженера С. И. Кербедза. Они предложили оставить два световых двора с восточной стороны здания, а операционный зал Т-образной формы расположить на 2-м этаже. Такое решение обеспечивало хорошее освещение всех помещений. Фасад украшает входной ризалит на всю высоту здания. В интерьере интерес представляет большая мраморная лестница и операционный зал с центральным рядом колонн.